# Илзенская волость
Илзенская волость (латыш. Ilzenes pagasts) — одна из шестнадцати территориальных единиц Алуксненского края Латвии. Находится на юго-западе края. Граничит с Алсвикской и Зелтинской волостями своего края, Трапенской волостью Смилтенского края и Леясциемской волостью Гулбенского края.
Крупнейшими населёнными пунктами волости являются сёла: Яунземи (волостной центр), Чонкас (исторический центр волости), Илзене, Пайкени, Межслокас, Эзерслокас, Лиелслокас.
По небольшому участку восточной границы волости проходит региональная автодорога P44 (Илзене — Лизеспастс).
По территории волости протекают реки: Дзирнавупите, Иежупе, Мелнупе, Патража.

## История
В 1935 году площадь Илзенской волости Валкского уезда составляла 148,3 км², при населении в 2338 жителей.
В 1945 году в Илзенской волости были созданы Чонкский и Илзенский сельские советы. В 1949 году волостное деление было отменено. В 1954 году к Илзенскому сельсовету был присоединён ликвидированный Чонкский сельсовет.
В 1990 году Илзенский сельсовет был реорганизован в волость. В 2009 году, по окончании латвийской административно-территориальной реформы, Илзенская волость вошла в состав Алуксненского края.